# Bernardo Corradi
Bernardo Corradi (ur. 30 marca 1976 w Sienie) – włoski piłkarz występujący na pozycji napastnika.

## Kariera klubowa
Karierę zaczynał w rodzinnej – Sienie. Potem grał w dwóch klubach w Serie C2. 
W sezonie 1997/1998 przeszedł do Cagliari Calcio z którym w 2000 roku awansował do Serie A. W sezonie 2000/2001 został sprzedany do Chievo Werona, które znajdowało się w Serie B. Już w pierwszym sezonie walnie przyczynił się do awansu do Serie A, strzelając 12 bramek. W 2002 roku kupił go Inter Mediolan, ale zagrał tam tylko jeden mecz i został sprzedany do S.S. Lazio, w którym spędził swoje najlepsze dwa sezony. Jego dobrą grę zauważyła hiszpańska Valencia CF i duecie z Stefano Fiore, sprowadziła go do klubu. Tam nie udało mu się spełnić oczekiwań i już w następnym sezonie został wypożyczony do Parmy, gdzie odzyskał dawną skuteczność. 
Latem 2006 roku, Corradi został zawodnikiem angielskiego  Manchesteru City, jednak po niezbyt udanym sezonie i zwolnieniu z posady menadżera Stuarta Pearce’a, postanowił wrócić do Włoch. Wtedy ponownie trafił do Parmy. Po spadku Parmy do drugiej ligi w sezonie 2007/2008,Corradi, odszedł do Regginy Calcio. 
W 2012 roku, został piłkarzem kanadyjskiego Montreal Impact, gdzie zakończył swoją karierę.

## Kariera reprezentacyjna
Jako członek reprezentacji Włoch uczestniczył w Mistrzostwach Europy 2004.
Łącznie dla Azzurrich, Corradi wystąpił w 13 spotkaniach strzelając 2 gole.

## Sukcesy

### Klubowe
Valencia
- Superpuchar Europy: 2004

Lazio
- Puchar Włoch: 2003–04